# Palais de justice de Nantes
Le palais de justice de Nantes, en France, a été construit en 2000 selon les plans de l'architecte Jean Nouvel pour remplacer l'ancien palais de justice datant du milieu du XIXe siècle.

## Situation
Le bâtiment est construit sur l'île de Nantes, au no 19 du quai François-Mitterrand, et est directement accessible du centre-ville par la passerelle Victor-Schœlcher.

## Historique

### Les premiers palais de justice
Avant l'actuel emplacement du palais de justice, trois lieux se sont succédé pour accueillir cet office juridictionnel.
Le premier palais de justice a été le château du Bouffay, siège de l'administration municipale et du tribunal révolutionnaire de Nantes durant la Révolution.
Ensuite, le palais de justice s'est installé dans le bâtiment de l'actuel muséum d'histoire naturelle de Nantes, construit à l'origine pour abriter le second hôtel des Monnaies. En effet, à la suite de la décision de l’État de se désengager des « Monnaies des Départements », la frappe de pièces à Nantes cesse en 1835 et est ordonnée la fermeture définitive de cet atelier monétaire en 1837. Après deux expertises et une longue procédure, la Ville rachète le bâtiment et le terrain pour 94 000 francs, mais avec l’obligation de conserver un usage public à cet édifice, usage qui sera de rendre la justice jusqu'en 1851.
Le conseil général de Loire-Inférieure souhaitant regrouper la gendarmerie, la prison et le palais de justice, ce dernier s'enracine place Aristide-Briand, dans le centre-ville. Le bâtiment est conçu à partir de 1842 par Saint-Félix Seheult et Joseph-Fleury Chenantais, et achevé en 1851. 

### Le palais de justice actuel
Le palais de justice du milieu du XIXe siècle est néanmoins jugé inadapté à la fin des années 1980 (le bâtiment propriété du Conseil général est par la suite reconverti en hôtel de luxe, l'actuel hôtel Radisson Blu, en 2012). C'est pourquoi le ministère de la Justice décide de l'abandonner au profit d'une nouvelle construction, et choisit en 1992 de privilégier l'édification d'un « palais » pour abriter les tribunaux, plutôt que des « cités judiciaires » constituées de bâtiments banals.
Un concours est organisé, en 1993, pour choisir le projet de construction d'un nouveau palais de justice à Nantes. C'est celui de Jean Nouvel, architecte français de renommée internationale, qui est retenu. L'édifice est achevé en 2000. L'accueil réservé par les Nantais à l'esthétique du bâtiment est contrasté, mais les réactions de rejet finissent par s'atténuer. 
De nombreux désordres architecturaux (chute de panneaux, infiltrations d'eau, pannes du mécanisme de manœuvre des portes, dysfonctionnements du chauffage, panne de climatiseur) ont été constatés, si bien que le ministère de la justice a saisi le tribunal administratif en 2009.
En juillet 2018, le ministère de la Justice envisage une extension du palais sur une réserve foncière de 3 900 m2 prévue dès sa construction entre la partie Sud du bâtiment et la rue La Noue-Bras-de-Fer. Les candidats constructeurs doivent proposer deux à trois scénarios qui intégrent les capacités d'aménagement maximales d'extension du palais. En mai 2022, le cabinet nantais Mabire-Reich architectes est désigné lauréat du concours. Fin 2023, le projet est revue à la hausse avec le rajout d'un niveau. Le tribunal de commerce, le conseil de Prud’hommes et le greffe du pôle social doivent intégrer le nouveau bâtiment dont la mise en service est prévue pour septembre 2028.

## Architecture
Le thème ayant guidé la conception de l’œuvre est « visibilité et monumentalité ». Ce caractère a été atténué par la construction d'immeubles d'habitation implantés à proximité immédiate.
Jean Nouvel souligne que le bâtiment est conçu dans la perspective du respect de l'histoire, du paysage, du bâti du site tel qu'il était au moment de sa construction, et de sa symbolique. L'ouvrage évoque le passé industriel de l'ancienne île de la Prairie au Duc, l'essor urbain de l'actuelle île de Nantes, le néoclassicisme du XVIIIe siècle et l'esthétique du XXe siècle. Son architecture simple exprime la force, supposée vertu de la justice, et utilise la transparence par de grandes parois vitrées, autre nécessité de la justice. La couleur extérieure dominante est le noir, et Jean Nouvel a utilisé, dans un style moderne, les formes classiques du péristyle et des colonnes. Les salles d'audience sont en bois rouge. L'architecte, dans la présentation de son projet, fait référence à l’œuvre de Ludwig Mies van der Rohe. Jean Nouvel a pu s'inspirer notamment de la Neue Nationalgalerie à Berlin.

## Cinéma
Le tribunal a servi de décors de tournage entre janvier et mars 2018 pour le film La Fille au bracelet.